# فاغرة أيلنطيانية
فاغرة أيلنطيانية (الاسم العلمي: Zanthoxylum ailanthoides) هو نوع من النباتات يتبع جنس الفاغرة من الفصيلة السذابية.